# Alu Walter
Alu Walter (* 1970 in Werneck) ist ein deutscher zeitgenössischer Künstler.

## Leben
1989 bis 1996 studierte Walter an der Akademie der Bildenden Künste München bei Friedhelm Klein. Während des Studiums realisierte der gebürtige Franke bereits erste Bühnen- und Kostümbilder mit dem Theaterintendanten und Regisseur Christian Stückl. Neben Theaterproduktionen beschäftigt sich der heute in München lebende Künstler mit Installationen und Videokunst.

## Werk
Erste Bühnen- und Kostümbilder für Romeo und Julia in den Münchner Kammerspielen 1995 sowie Carceri im Werkraum der Münchner Kammerspiele, 1996.
Freie künstlerische Arbeit, Objekte, Zeichnungen, Videos und Installationen, zum Beispiel „baby, please light my fire“, Galerie von Lintel und Nusser, München (auch Art Cologne) 2001. „Die ersten Jahre der Professionalität“, Galerie der Künstler, München sowie das Video "Kino der Piloten / Kino Pilotu"(#3 Praha) im Filmmuseum Prag im Jahre 2003. „Wir arbeiten immer noch daran, nicht mehr zu arbeiten“ folgte 2005 in der Galerie der Künstler, München.
Im selben Jahr entwarf Walter das Bühnenbild zu Der Brandner Kaspar und das ewig’ Leben unter der Regie von Christian Stückl, 2006 folgte die Aufzeichnung des Stückes für das Fernsehen des Bayerischen Rundfunks. Bei der Inszenierung von Henrik Ibsens Peer Gynt am Münchner Volkstheater arbeitete Alu Walter ein weiteres Mal erfolgreich mit Christian Stückl zusammen. 2008 war er an Inga Helfrichs Inszenierung „Die deutsche Mutter“ in der Münchner Muffathalle beteiligt.